# バナナジン

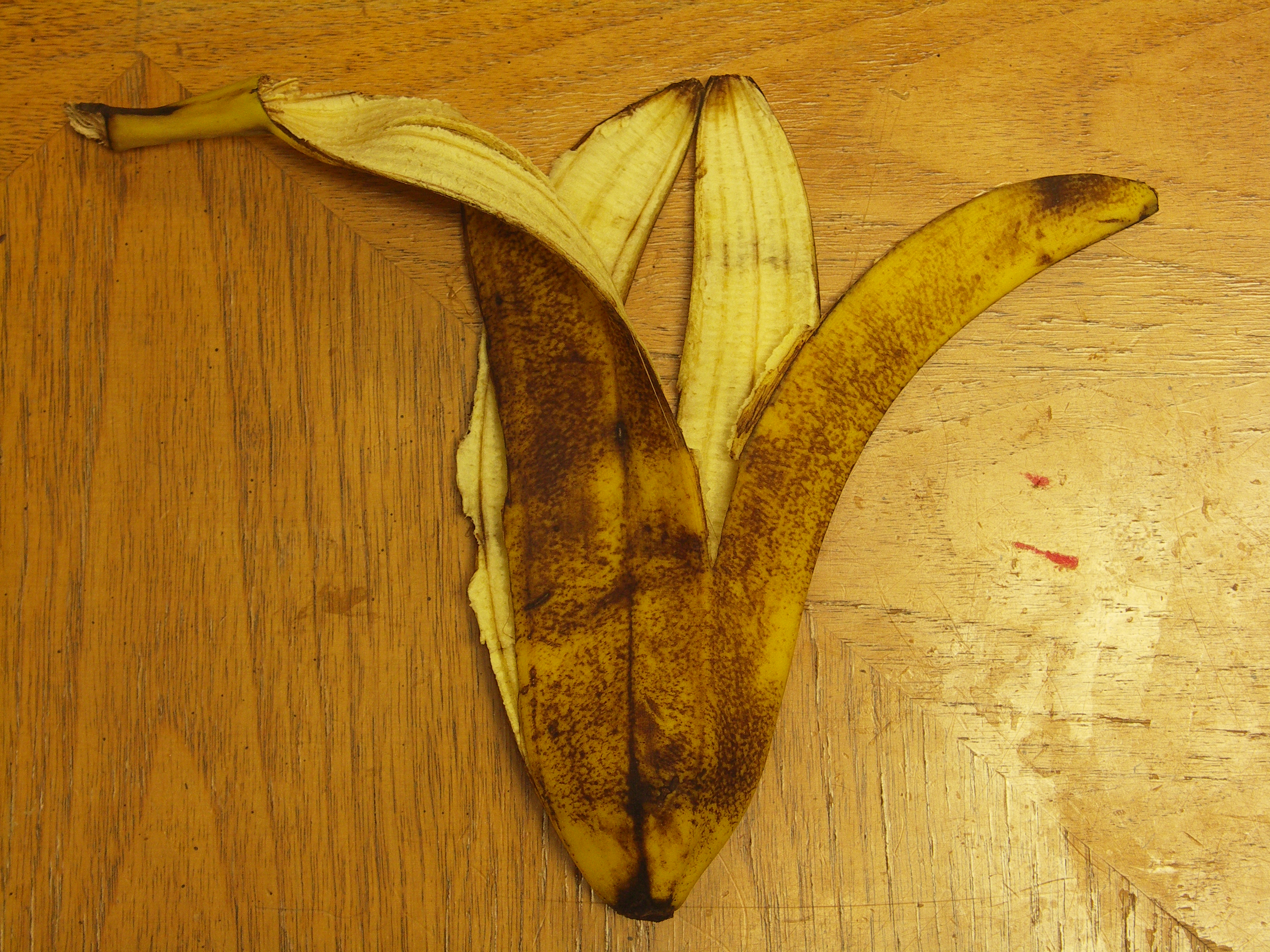
バナナの皮

バナナジン、もしくはバナナディン（Bananadine）は、バナナの皮から抽出されると言われている虚構の向精神物質。1967年3月に、Berkeley Barb誌上で悪戯として、初めてその抽出法が紹介された。
これを事実だと信じたウィリアム・ポウエルが1970年に「アナーキストクックブック」誌に再掲したことから一般に広く知られるようになった。アナーキストクックブックのレシピで得られるバナナジンは、細かい黒色の粉末である。この粉末を紙で巻いたものに火をつけて吸われていた。
1967年11月に、ニューヨーク大学の研究者が、バナナの皮にこのような物質は入っておらず、仮に吸っても偽薬効果しか得られないことを報告している。長年の間、バナナジンは有名な都市伝説であった。また、この話題が転じて「バナナの皮にはアルカロイドのブフォテニンが含まれている」と言われる場合もある。

## バナナの化学物質
バナナジンは虚構の物質であるが、バナナの皮には、ある種の向精神作用を持つチラミンやドーパミンが相当量含まれ、大量に摂取されれば人々に影響を及ぼしたであろうと考えられる。その作用としては血圧が増して高血圧になり、不整脈や死に至ることもあると考えられる。またバナナにはトリプトファンも含まれ、これは体内のセロトニン量を増やす働きがある。セロトニン量が増えると感情の変化が起こり、うつ症状が減じるなどの効果がある。3日に1度、バナナを2本食べることで体内のセロトニン量が16%増えるという報告もある。しかしトリプトファンに幻覚作用があるという言及はなく、実際は精神病の患者の幻覚症状を緩和するためにトリプトファンが使われている程である。
バナナに含まれるインドールアルカロイドとしては、テトラヒドロ-β-カルボリン類がある。

## 現代文化の中のバナナジン
ドノヴァンのヒット曲Mellow Yellow はBerkeley Barb誌に悪戯が掲載されたのと同じ月にリリースされ、この曲は、バナナの皮を吸った時の情景を表していると捉えられた。この見方はその後ニューヨーク・タイムズにも取り上げられた。数年経つと、Mellow Yellowの曲の方がBerkeley Barb誌の記事の元ネタになったという噂が広まった。2005年10月のラジオのインタビューでドノヴァンは、シングルのリリースの1週間ほど前にサンフランシスコでこの噂をし始めたのはフォーク歌手のカントリー・ジョー・マクドナルドだと語った。マクドナルド自身も同様のことを語り、さらにこの噂が広まった後、ドノヴァンのコンサートに行く人達がみんなバナナを買い求め、品切れになる店が続出したという話も付け加えた。1980年代にパンクバンドのデッド・ミリカンもバナナの皮の幻覚作用に関する曲をリリースした。そしてついにアメリカ食品医薬品局 (FDA) まで調査を行うに至った。
イギリスのテクノ／エレクトロロックバンドプロディジーのアルバムExperienceのジャケットでは、「Respect to everyone I've met, you're welcome round to smoke some Banana skins anytime（私の出会った全ての人に敬意を払いなさい。あなたも、いつでもバナナの皮を吸うことを受けられるようになる）」という一節が引用されている。
レイ・スティーブンズのThirty-Five Year Old Hippie Class Reunionやフランク・ザッパのBlue Light、SladeのThanks For The Memoryでも、バナナの皮の幻覚作用について仄めかしているような部分がある。
1960年代のガレージロックバンドThe Electric Prunesは、1967年のアルバムの中にThe Great Banana Hoax,（偉大なバナナの悪戯）という曲を収録した。
1980年に製作された低予算映画Getting Wastedの中には、士官学校生徒が軍事学校でバナナの皮をパイプに入れて吸う場面が登場する。
1987年10月に発行された楠みちはるの漫画短編集『さよならDecember』に、バナナジンを取り扱った作品『バナナディンの夏』が収録されている。